# 846 Lipperta
Lipperta (asteroide 846) é um asteroide da cintura principal com um diâmetro de 52,41 quilómetros, a 2,5367706 UA. Possui uma excentricidade de 0,187024 e um período orbital de 2 013,25 dias (5,52 anos).
Lipperta tem uma velocidade orbital média de 16,86129765 km/s e uma inclinação de 0,26614º.
Este asteroide foi descoberto em 26 de Novembro de 1916 por K. Gyllenberg.